# عدوى الصراصير
عدوى الصراصير(بالإنجليزية: Cockroach Cooties) هي رواية للأطفال كتبها لورنس يب.

## القصة
يحاول شقيقان، تيدي وبوبي، الدفاع عن نفسيهما من متنمّر في المدرسة اسمه آرني. يكتشف الشقيقان أنّ المتنمّر يخاف من الصراصير. يعثر بوبي على صرصور ويطلق عليه اسم هرقل. يستخدم بوبي قطع بسكويت تحتوي على مكوّنات غريبة لخداع آرني وإقناعه بعقد معاهدة سلام. بمساعدة هرقل، يتمكّن الصبيان من معرفة ما يجري مع المتنمّر.

## الاستقبال النقدي
نال الكتاب ترشيح جائزة وليام ألين، وفاز بجائزة اختيار أطفال
آيوا، وجائزة تكساس بلوبونِت، وجائزة كنتاكي للكتب، وجائزة لورا إينغلس للكتاب. ذكرت مراجعة في مجلة الناشرين أنّه كان خروجاً مبهجاً بالكامل. وأشارت ريبيكا ماكارتني، من مكتبة برلينغتون العامة، في مراجعتها إلى أنّها أحبّت هذا الكتاب لأنّه مليء بالمخلوقات الزاحفة والمقزّزة، وروي بروح فكاهية ودافئة.